# Spilophora
Spilophora es un género de escarabajos de la familia Chrysomelidae. El género fue descrito científicamente primero por Carl Henrik Boheman en 1850. Esta es una lista de especies pertenecientes a este género:
- Spilophora aequatoriensis Spaeth, 1905
- Spilophora annulata (Spaeth, 1905)
- Spilophora bifasciata Spaeth, 1937
- Spilophora bohemani (Baly, 1859)
- Spilophora cuneata Borowiec, 2003
- Spilophora lacrimata Borowiec, 2003
- Spilophora litterifera (Spaeth, 1905)
- Spilophora lyra (Spaeth, 1937)
- Spilophora nigriceps Spaeth, 1937
- Spilophora peruana (Erichson, 1847)
- Spilophora pulchra (Boheman, 1856)
- Spilophora romani (Weise, 1921)
- Spilophora sellata (Boheman, 1856)
- Spilophora speciosa (Baly, 1859)
- Spilophora tetraspilota Baly, 1859
- Spilophora trigemina (Guérin-Méneville, 1844)
- Spilophora trimaculata (Fabricius, 1801)
- Spilophora zernyi Spaeth, 1937